# Dramat niesceniczny
Dramat niesceniczny (lub dramat książkowy) – dramat nieprzeznaczony do realizacji na scenie. Ograniczenie to może wynikać z założenia autora lub być wynikiem ograniczeń technicznych. Dramaty niesceniczne mogą zawierać rozbudowane komentarze autorskie i teksty poboczne, przewagę form monologowych nad dialogami, swobodną kompozycję i elementy liryczne. Obecnie, w związku z rozwojem XX-wiecznego teatru, termin ten ma zastosowanie jedynie historyczne i jest anachronizmem.
Dramaty niesceniczne to m.in. Peer Gynt Ibsena, Irydion Krasińskiego, W sieci Kisielewskiego oraz Róża Żeromskiego.